# Colel Chabad
L'organizzazione Colel Chabad in ebraico כולל חב"ד‎? è stata fondata nel 1788 ed è la più antica organizzazione per la beneficenza attiva in Israele. Questa istituzione gestisce una rete di cucine popolari e mense, cliniche odontoiatriche e mediche, asili, supporto per vedove e orfani, programmi di assistenza agli emigrati. Provvede inoltre prestiti senza interessi (Ghemach), borse di studio estive, formazione professionale e consulenza per l'impiego, matrimoni assistiti per i poveri e molti altri progetti di assistenza sociale.
Colel Chabad fu fondata dal primo Rebbe Lubavitcher, Rabbi Shneur Zalman di Liadi, e diretta da ciascun Rebbe successivo. Il direttore attuale è Rabbi Sholom Duchman.
Nel 2005 Colel Chabad era classificato al nr. 117 tra tutte le principali organizzazioni per la beneficenza canadesi, per spesa all'estero, con 2.623.290 dollari canadesi di esborso.